# Amandine Petit
Pour les articles homonymes, voir Petit.
Amandine Petit, née le 30 septembre 1997 à Caen (Calvados), est une reine de beauté française. Elle est élue Miss Normandie 2020 puis Miss France 2021, lors du centenaire du concours. Elle est la 91e Miss France.

## Situation personnelle

### Jeunesse
Amandine Petit naît à Caen le 30 septembre 1997 et grandit dans la commune de Bourguébus,,, une petite commune du Calvados en Normandie. Elle est la fille cadette de Nathalie Petit, qui travaille à l'office de tourisme de Caen, et de Jean-Luc Petit, surveillant pénitentiaire,. Elle a une grande sœur, Pauline, de trois ans son ainée,,. Sa grand-mère et son arrière-grand-mère du côté maternel avaient toutes deux été lauréates de concours de beauté à Creully. Amandine Petit a été scolarisée dans la région caenaise, fréquentant l'école primaire à Bourguébus et le collège à Saint-Martin-de-Fontenay avant d'aller au lycée Augustin-Fresnel à Caen.

### Études
Après avoir tenté les concours infirmiers, elle se lance dans un BTS Négociation et relation clients. Après deux ans, elle repasse les concours infirmiers, qu'elle obtient, puis intègre l'IAE de Caen en licence 3.
Ensuite, elle suit un master 2 Management des établissements et structures gérontologiques, toujours à l'IAE de Caen,, dans le but d'accéder au poste de direction en EHPAD ou en résidence autonomie,.

### Vie privée
Au moment de son élection en tant que Miss France, Amandine Petit est déjà en couple depuis plusieurs années avec un homme prénommé Julien Georges. Le 27 juillet 2025, elle annonce sur son compte Instagram s'être fiancée à son compagnon ,. Sous sa publication, de nombreuses anciennes Miss France la félicitent, parmi lesquelles Nathalie Marquay, Sonia Rolland, Marine Lorphelin, Camille Cerf ou encore Clémence Botino.

## Concours de beauté

### Miss Normandie 2020
Le 26 septembre 2020, elle est élue Miss Normandie, succédant à Marine Clautour. Elle avait été 2e dauphine du même concours en 2015.
Dans un entretien accordé à l'hebdomadaire Liberté - Le Bonhomme libre, Malika Ménard (Miss France 2010), affirme avoir incité Amandine Petit à participer à des concours de beauté, notamment Miss Normandie : « Je l'avais repérée dans la rue, elle avait 17 ans. Je faisais une dédicace à Caen, elle était venue me parler et je l'avais invitée à se présenter à Miss Normandie où elle avait fini dauphine. C'est la seule fois où ça m'est arrivé. J'ai trouvé qu'elle avait tous les critères pour aller loin dans la compétition. ».

### Miss France 2021
Le 19 décembre 2020, au Puy du Fou en Vendée, Amandine Petit est sacrée Miss France 2021, l'emportant devant April Benayoum (Miss Provence),. Elle succède à Clémence Botino, Miss France 2020, et devient la septième Miss Normandie élue Miss France. Elle arrive également quatrième au test de culture générale.
Le 22 janvier 2021, Amandine Petit voyage à Barcelone pour réaliser des shootings pour la marque de luxe Festina, pour qui elle devient la nouvelle égérie. Puis, elle joue le mannequin le temps d'une journée pour présenter une création de Jean-Paul Gaultier, en compagnie du couturier, afin de récolter des fonds pour le Sidaction.
En mars 2021, elle fait partie des visages des 109 Mariannes dévoilées par Marlène Schiappa lors de l'inauguration de l'exposition au Panthéon.
Du 23 mars 2021 au 26 juin 2021, Amandine Petit est officiellement chroniqueuse sur Virgin Radio. Elle anime une chronique hebdomadaire dans « La Team Virgin Radio » animée par Robin Bernaud pour aider et divertir les jeunes qui se sentiraient fragilisés par la crise sanitaire de la Covid-19.
Le 27 mai, elle participe à l'émission Fort Boyard, diffusée le 26 juin suivant, dans une équipe emmenée par Sylvie Tellier, aux côtés de l'animateur Bruno Guillon, la journaliste sportive Cécile Grès et les YouTubeurs Tibo InShape et Juju Fitcats. L'équipe remporte 15 384 € au profit de l'association Les Bonnes Fées.
Le 11 juin, Amandine Petit assiste à la demi-finale simple dames de Roland-Garros en compagnie de Sylvie Tellier. Par la suite, elle part à Casablanca au Maroc pour le Casa Fashion Show aux côtés de ses dauphines April Benayoum et Lara Gautier.
Fin juin 2021, Amandine Petit effectue son voyage d'intégration en compagnie de Clémence Botino Miss France 2020, Maëva Coucke Miss France 2018, Camille Cerf Miss France 2015, Sophie Thalmann Miss France 1998, et Sylvie Tellier directrice générale de la société Miss France et Miss France 2002 à Trouville-sur-Mer. Amandine est ensuite présente à la cérémonie des Nymphes d'Or du 60e Festival de télévision de Monte-Carlo au Grimaldi Forum à Monaco.
Elle est présente à la 74e édition du Festival de Cannes .
Entre juillet et octobre 2021, elle participe aux élections des miss en région en métropole et en France d’outre-mer (Guyane, La Réunion, Mayotte).
Début septembre 2021, Amandine Petit est présente au Festival du cinéma américain de Deauville.
En novembre 2021, elle accompagne la promotion Miss France 2022 à La Réunion pour le voyage de préparation.
Le 30 septembre a lieu son retour officiel dans sa région, la Normandie. Elle remet sa couronne le 11 décembre 2021, au Zénith de Caen à Miss France 2022 Diane Leyre.

### Miss Univers 2020
Le 15 mars 2021 lors d'un live organisé sur Instagram, Clémence Botino et Amandine Petit accompagnées de Sylvie Tellier annoncent leurs candidatures aux deux éditions de Miss Univers organisées en 2021. L'élection de Miss Univers 2020, qui devait se dérouler initialement en fin d'année 2020, est reportée au 16 mai 2021 et l'élection de Miss Univers 2021 doit se dérouler en décembre 2021. Il était initialement prévu que Clémence Botino participe à cette 69e édition de Miss Univers, mais cette dernière a préféré laisser sa place à Amandine Petit pour lui permettre de couronner la future Miss France 2022 en décembre 2021.
Smaïn Boutamtam, styliste installé à Rouen, ayant créé le costume régional d'Amandine Petit lors de l'élection de Miss France 2021, sera le créateur de son costume national. Le 14 mai 2021, lors du National Costume Show, Amandine dévoile une tenue sur le thème de Marianne.
Lors de la finale, le 16 mai 2021 au Seminole Hard Rock Hotel & Casino de Hollywood, Amandine Petit atteint la demi-finale et se classe aux portes du top 10, à la 13e place. Elle est la seule européenne classée avec Miss Univers Grande-Bretagne, Jeanette Akua.

### Participations
En 2022, elle participe comme candidate à la saison 12 de Danse avec les stars et a pour partenaire de danse Anthony Collette. Elle devient ainsi la septième Miss France à participer à l'émission, après Valérie Bègue, Laury Thilleman, Sylvie Tellier, Iris Mittenaere, Élodie Gossuin, Linda Hardy et Vaimalama Chaves. Elle termine la compétition à la 8e place.

## Activités médiatiques

### Télévision
- 2020 : Élection de Miss France 2021 (TF1)
- 2021, 2022 et 2023 : Fort Boyard (France 2) : candidate
- 2021 : Le Grand Quiz, sur TF1
- 2021 : Les Reines du shopping - Spécial Miss France  (M6): candidate
- 2022 : Good Singers (TF1) : jurée
- 2022 : Danse avec les stars (saison 12) (TF1) : candidate
- 2023-2024 : Le Grand Concours (TF1) : candidate
- 2024 : Saison 7 du Meilleur Pâtissier, spécial célébrités (Gulli)

### Radio
- 2021 : chroniqueuse dans La Team sur Virgin Radio

### Publication
- J'ai décidé d'oser, First, 2023